# بس بند (حومة لنجة)
بس بند (بالفارسية: پس بند) هي قرية تقع في إيران في مهران. يقدر عدد سكانها بـ 66 نسمة .